# タカハシテンナンショウ
タカハシテンナンショウ（高梁天南星、学名:Arisaema nambae）は、サトイモ科テンナンショウ属の多年草。
葉は1-2個つけ、5-7小葉に分裂する。仏炎苞は葉の展開より明らかに早く開き、ふつう紫色になり、仏炎苞舷部は短く、先はやや反曲する。花序柄は偽茎より長い。小型の株は雄花序をつけ、同一のものが大型になると雌花序または両性花序をつける雌雄偽異株で、雄株から雌株に完全に性転換する。

## 特徴
植物体の高さは15-50cmに達する。偽茎部と葉柄部はほぼ同じ長さか、偽茎部がやや長く、偽茎部の葉柄基部の開口部は開出し、明らかに襟状に開く。葉はふつう2個で、稀に1個、葉身は鳥足状に分裂し、小葉間の葉軸はやや発達する。小葉はふつう5-7個になり、頂小葉は楕円形から卵形で、長さ7.5-9cm、幅2.2-3.5cm、先端はとがり、小葉柄は短く、縁は全縁になるかまたは細鋸歯がある。側小葉は頂小葉から4-12mm離れ、頂小葉よりやや小さくなる。
花期は4月、葉と花序が地上に伸びて展開する。花序柄は長さ4.5-9cm、雄株では花序柄は葉柄部より短く、雌株では花序柄は葉柄部より長い。仏炎苞は葉より早く展開し、淡紫色から紫色を帯び、全体の長さ8-10cm、やや半透明で不明瞭な縦の白色の条があり、仏炎苞筒部は長さ5cm、径1.5cm、円筒形であまり広がらない。仏炎苞口辺部はごく狭く開出し、三角状卵形から広卵形の仏炎苞舷部に続き、舷部先端は短くとがり、しばしば反り返る。花序付属体は基部に柄があり、棒状になって伸び、先端はやや円みを帯び径3mmになり、紫色を帯びる。1つの子房に12-19個の胚珠がある。果実は夏に赤く熟す。染色体数は2n=28。

## 分布と生育環境
日本固有種。本州の中国地方の岡山県西部と広島県東部に分布し、低山地の林下、林縁に生育する。

## 名前の由来
和名タカハシテンナンショウの、「タカハシ」は「高梁」のことで、タイプ標本の採集地の岡山県高梁市にちなむ。
種小名（種形容語）nambae は、タイプ標本の採集者で、岡山県の植物研究家の難波早苗 (1913-1998) への献名。難波は、1952年に岡山県高梁市の臥牛山中でこの植物を見いだした。

## 種の保全状況評価
絶滅危惧IB類 (EN)（環境省レッドリスト）
都道府県のレッドデータブック、レッドリストの選定状況は、岡山県が絶滅危惧種II類、広島県が準絶滅危惧(NT)となっている。

## ギャラリー

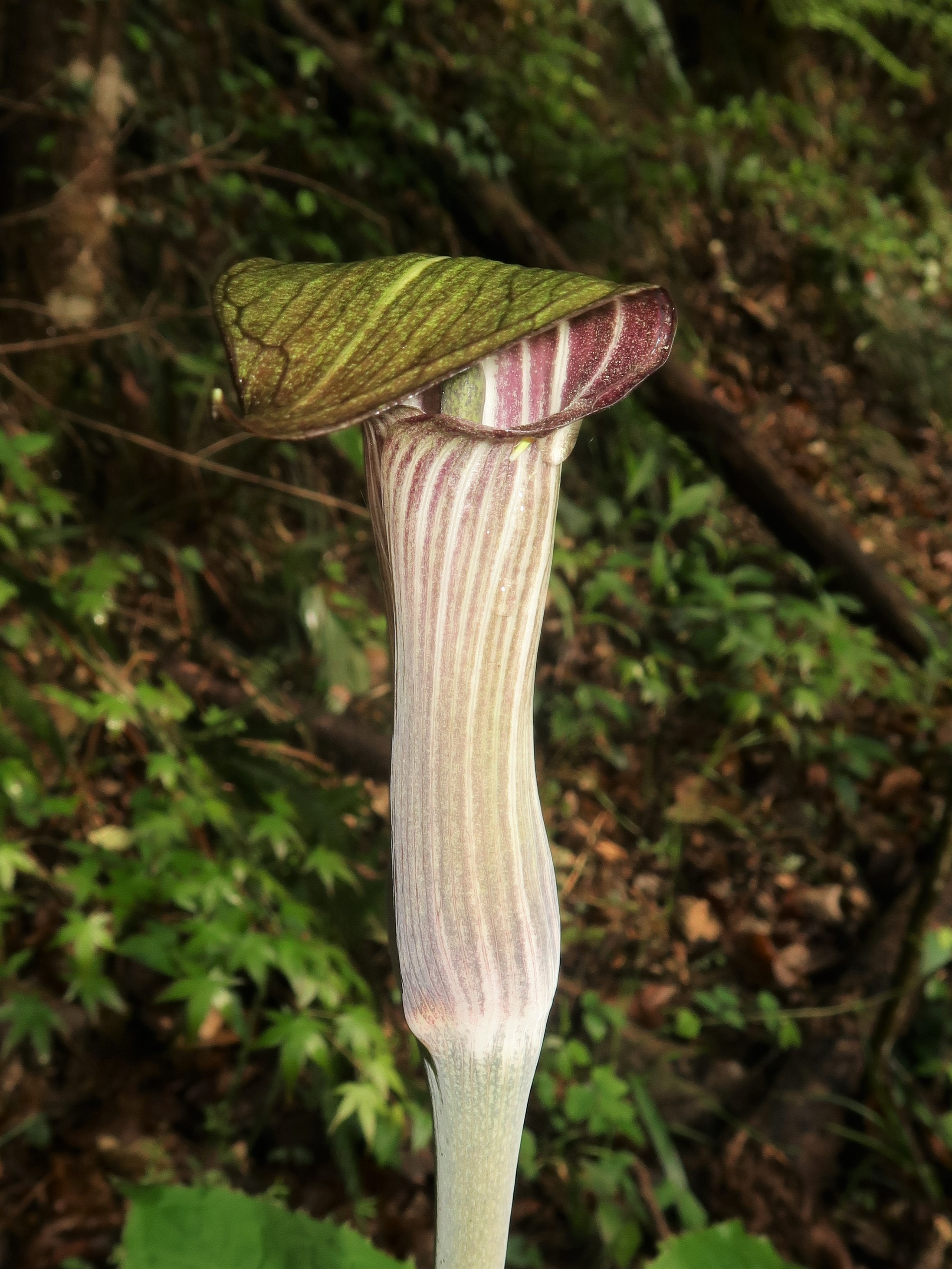
仏炎苞は葉より早く展開し、淡紫色から紫色を帯び、やや半透明で不明瞭な縦の白色の条があり、仏炎苞筒部は円筒形であまり広がらない。
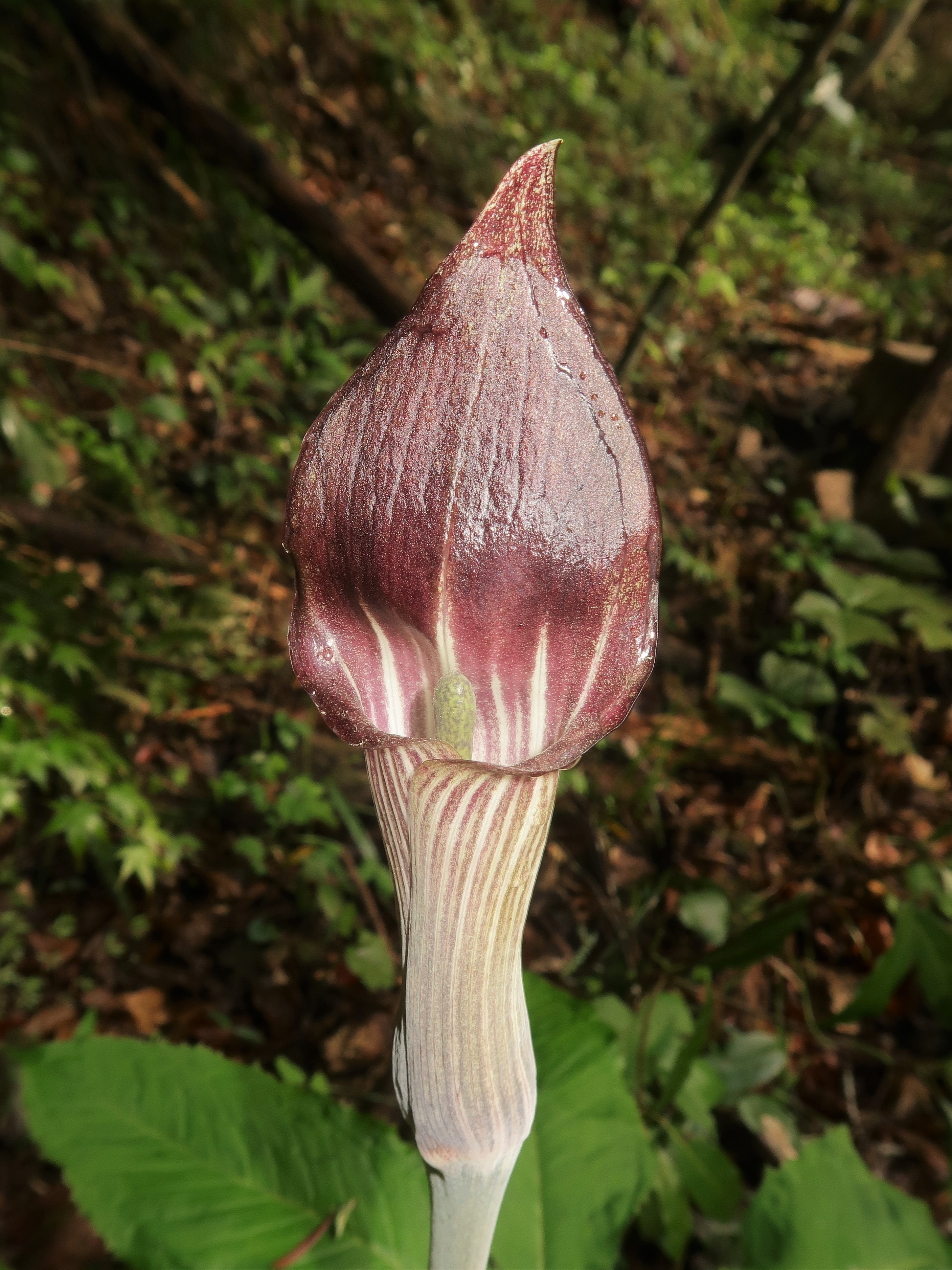
仏炎苞口辺部はごく狭く開出し、三角状卵形から広卵形の仏炎苞舷部に続き、舷部先端は短くとがり、しばしば反り返る。仏炎苞舷部を立たせて撮影。
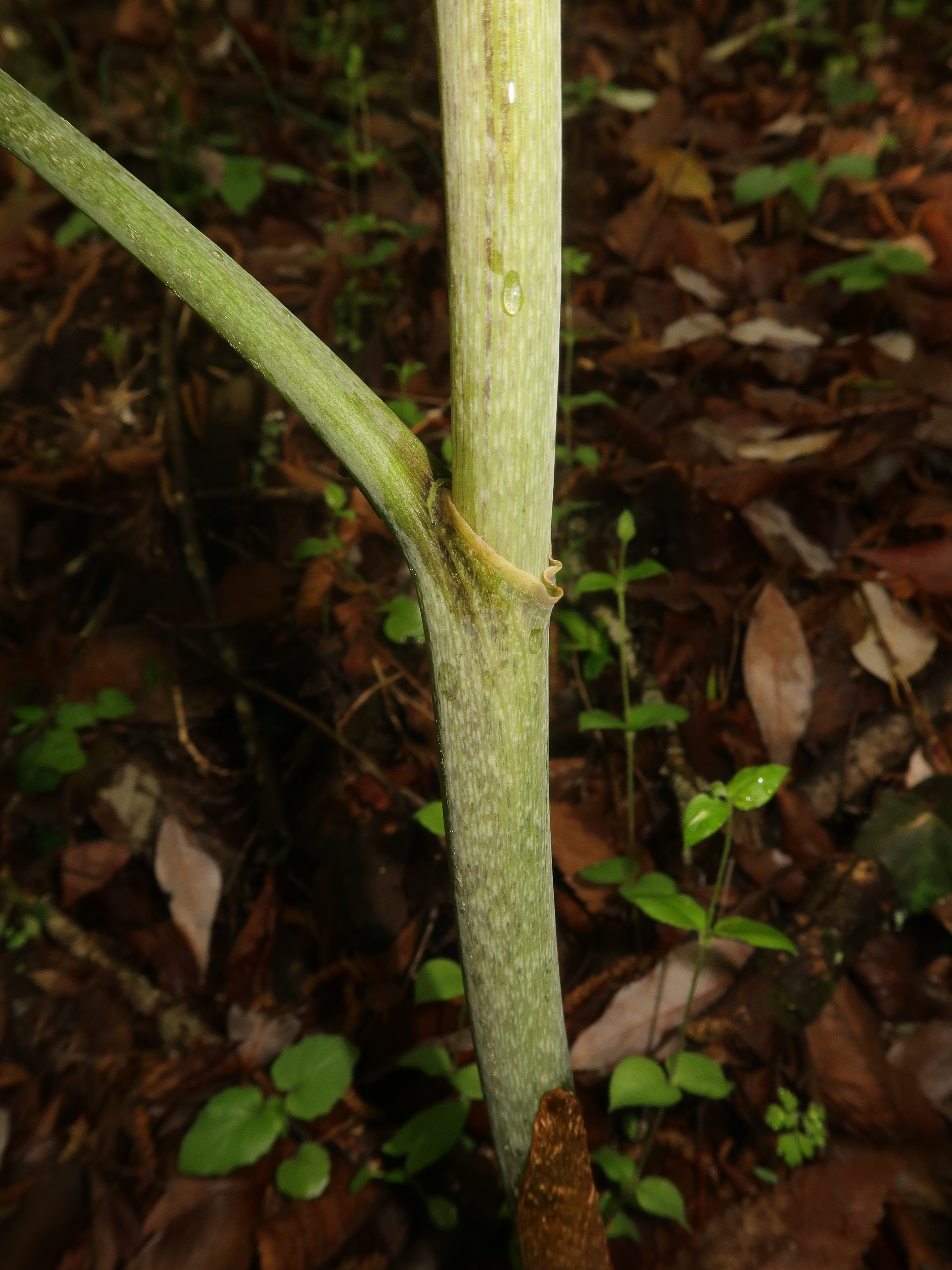
偽茎部の葉柄基部の開口部は襟状に明らかに開出する。
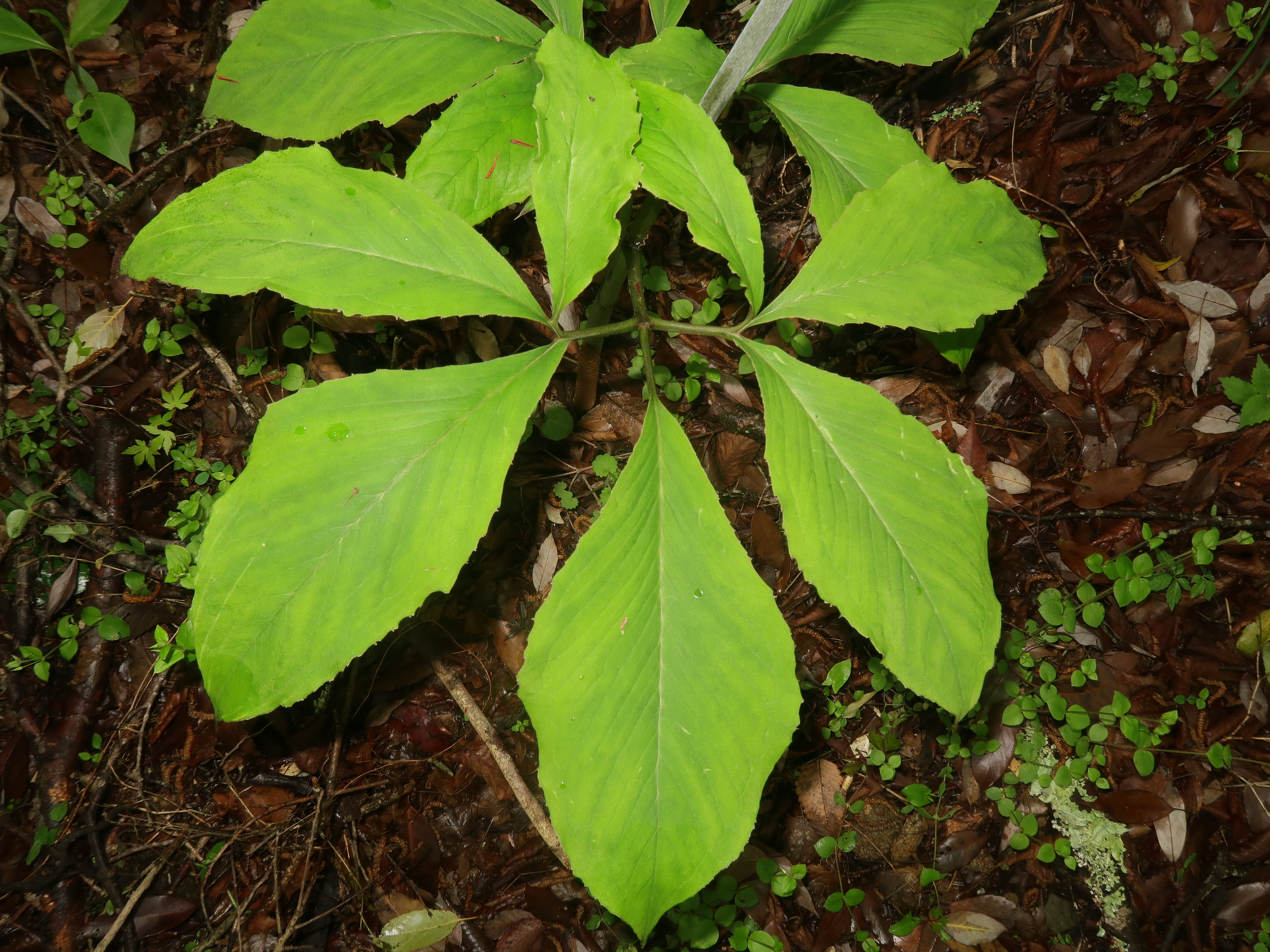
葉はふつう2個で、葉身は鳥足状に分裂し、小葉間の葉軸はやや発達する。小葉はふつう5-7個になり、頂小葉は楕円形から卵形で、先端はとがり、小葉柄は短く、縁は全縁になるかまたは細鋸歯がある。側小葉は頂小葉よりやや小さい。
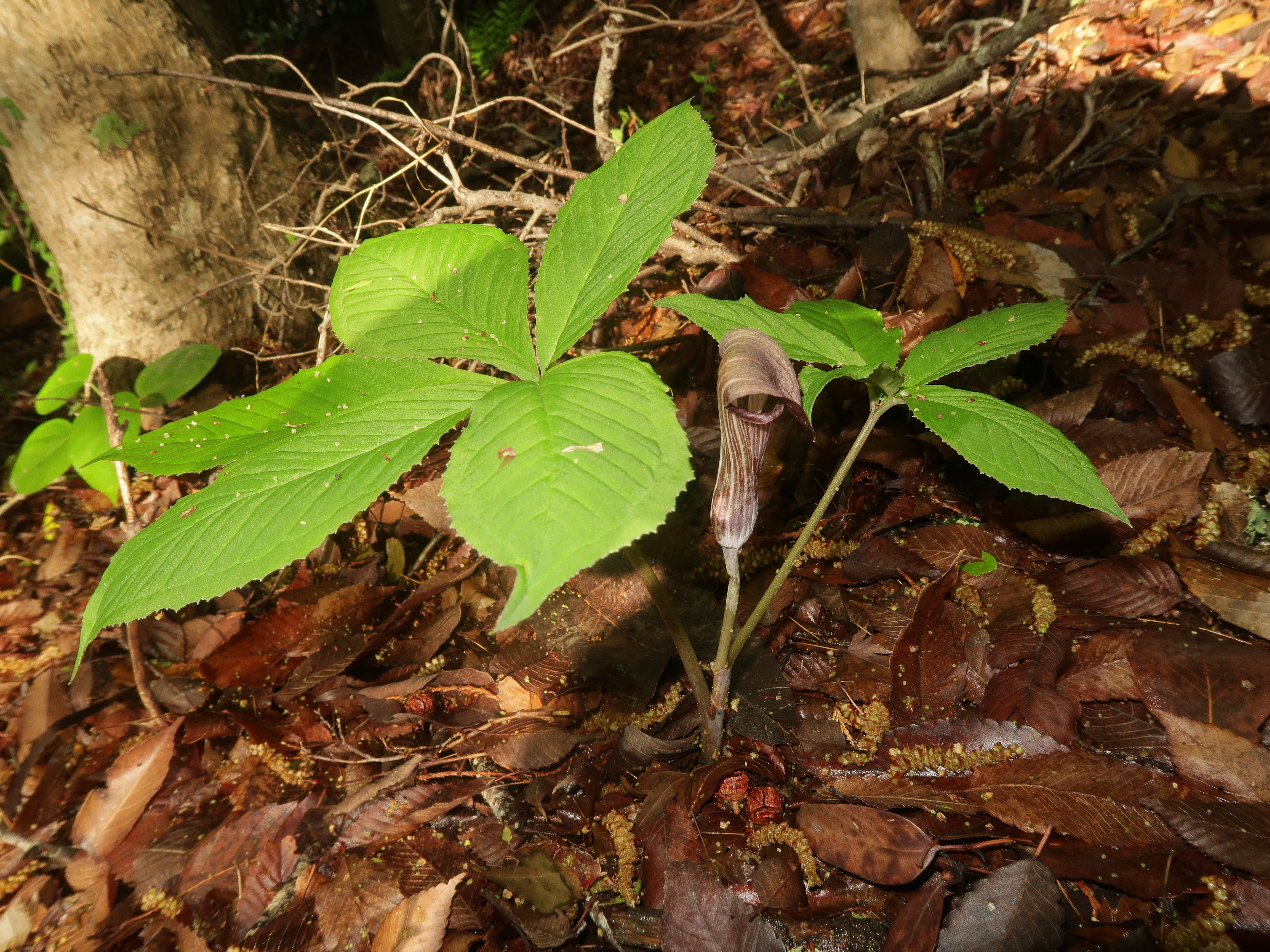
雄株。雄株では花序柄は葉柄部より短いので、仏炎苞は葉より低い位置につく。

## 下位分類
本種の種内品種として、モエギタカハシテンナンショウ Arisaema nambae Kitam. f. viride H.Ikeda, T.Kobay. et J.Murata (2012)がある。仏炎苞が淡緑色になるもので、稀に出現し、仏炎苞の色以外は基本種と同じである。和名の「モエギ」は萌黄色の意。品種名の形容語 viride は、「緑色の」の意味。タイプ標本は岡山県加賀郡吉備中央町で採集された。

## 類似種
- ヒガンマムシグサ Arisaema aequinoctiale Nakai et F.Maek. (1932)[13] - 葉より仏炎苞が先に展開し、子房あたりの胚珠の数が多いという点において似る[4]。本種は、本州の関東地方、中部地方、広島県、山口県および四国に分布し、高さは90cmに達する。葉ふつう2個で、偽茎部は長く葉柄は短い。仏炎苞は葉より早く展開し、仏炎苞は紫褐色から黄褐色で、仏炎苞口辺部は耳状に開出し、仏炎苞舷部は前に曲がる。1子房中に8-21個の胚珠がある[14]。
- ナガバマムシグサ Arisaema undulatifolium Nakai subsp. undulatifolium (1929)[15] - シノニムに示すとおり、タカハシテンナンショウはナガバマムシグサの亜種とされたことがあった（H.Ohashi et J.Murata (1980)）[2]。本種は、伊豆半島に分布し、高さは10-35cmに達する。葉は2個で、小葉は9-21個つき、線形から広楕円形。仏炎苞は葉より早く展開し、仏炎苞は紫褐色または緑紫で、仏炎苞口辺部は狭く開出するかときに開出しない。1子房中に8-13個の胚珠がある[16]。